# Swansea City AFC
Swansea City AFC är en walesisk professionell fotbollsklubb i Swansea, grundad 1912. Klubbens hemmamatcher spelas på Swansea.com Stadium och smeknamnen är The Swans och The Jacks. 
Klubben spelar i Championship som är den näst högsta divisionen i England. År 2003 höll Swansea nätt och jämnt sig kvar i Football League efter seger mot Hull City under säsongens sista omgång. Åtta år senare flyttades laget upp till Premier League.

## Historia

Klubbens ligaplaceringar från och med 1920.

Klubben grundades 1912 som Swansea Town AFC, men bytte 1969 namn till Swansea City AFC i samband med staden Swanseas nyvunna status som city (för prestigens skull). Från början spelade man i Southern Football League, men 1920 fick klubben tillträde till The Football League, där man fick inleda i den då helt nybildade Third Division. Året efter ombildades Third Division och delades upp i två divisioner, North och South, och Swansea hamnade i South. Säsongen 1924/25 vann man Third Division South och gick upp till Second Division. Där blev klubben kvar till 1947, då man åkte ned i Third Division South. Två år senare vann Swansea den divisionen och var tillbaka i Second Division.
1965 åkte Swansea ned till Third Division och två år senare för första gången till Fourth Division. 1970 gick man upp, men tre år senare åkte man ned till Fourth Division igen. Säsongen 1974/75 kom Swansea tredje sist i Fourth Division, men blev beviljade fortsatt medlemskap i The Football League.
Säsongen 1977/78 påbörjades en imponerande klättring i ligasystemet när man gick upp till Third Division. Året efter gick man direkt upp till Second Division och bara två år efter det kvalificerade klubben sig för första gången för högstadivisionen First Division. Debutsäsongen 1981/82 slutade med en fin sjätteplats, vilket är klubbens högsta ligaplacering hittills, men sedan sjönk Swansea som en sten och befann sig åter i Fourth Division till säsongen 1986/87. Efter två säsonger i The Football Leagues källare klättrade klubben upp till Third Division, som 1992/93 bytte namn till Second Division i och med skapandet av FA Premier League. 1996 åkte man ned till Third Division, och även om man vann den divisionen 1999/00 så åkte man tillbaka ned året efter.
2002/03 var Swansea ytterst nära att åka ur The Football League, men återigen stod klubben sedan för en snabb klättring uppåt i ligasystemet. 2005 gick man upp till den nyligen namnbytta League One, som man vann under den tredje säsongen där och gick därmed upp till The Championship. Även där behövde Swansea bara tre säsonger för att gå upp en nivå till och man gick 2011 upp till Premier League. Man besegrade Reading med 4–2 i den avgörande matchen i kvalet till Premier League inför 82 000 åskådare på Wembley. Swansea blev första walesiska klubb sedan 1984 att spela i den högsta divisionen.
Den 24 februari 2013 vann Swansea sin första stora titel efter seger mot Bradford med 5–0 i finalen av Ligacupen.
Säsongen 2017/2018 slutade Swansea på 18:e plats i Premier League och blev därmed nedflyttade efter sju raka säsonger i högstadivisionen.
Den 15 april 2025 tillkännagavs att den kroatiske mittfältaren Luka Modrić går in som delägare och investerare i klubben.

## Spelartrupp
| 1  | England | Andy Fisher        | 12 februari 1998 | Milton Keynes Dons (-22) |
| 22 | Chile   | Lawrence Vigouroux | 19 november 1993 | Burnley (-24)            |
| 29 | England | Paul Farman        | 2 november 1989  | Barrow (-25)             |

| 2  | England    | Joshua Key      | 19 november 1999 | Exeter City (-23)      |
| 5  | Wales      | Ben Cabango     | 30 maj 2000      | Swansea City AFC       |
| 14 | England    | Josh Tymon      | 22 maj 1999      | Stoke City (-23)       |
| 15 | Australien | Cameron Burgess | 21 oktober 1995  | Ipswich Town (-25)     |
| 23 | Kap Verde  | Ricardo Santos  | 18 juni 1995     | Bolton Wanderers (-25) |
| 26 | England    | Kaelan Casey    | 28 oktober 2004  | West Ham United (-25)  |

| 4  | Skottland       | Jay Fulton       | 4 april 1994     | Falkirk (-14)                |
| 7  | Sverige         | Melker Widell    | 19 april 2002    | AaB (-25)                    |
| 10 | Sydkorea        | Eom Ji-sung      | 9 maj 2002       | Gwangju FC (-24)             |
| 11 | England         | Josh Ginnelly    | 24 mars 1997     | Heart of Midlothian (-23)    |
| 17 | Portugal        | Gonçalo Franco   | 17 november 2000 | Moreirense (-24)             |
| 28 | Wales           | Joel Cotterill   | 10 oktober 2004  | Swansea City AFC             |
| 30 | Nordirland      | Ethan Galbraith  | 11 maj 2001      | Leyton Orient (-25)          |
| 31 | Wales           | Ollie Cooper     | 14 december 1999 | Swansea City AFC             |
| 37 | Ecuador         | Aimar Govea      | 8 juni 2006      | Swansea City AFC             |
| 41 | Wales           | Sam Parker       | 7 juli 2006      | Swansea City AFC             |
| 45 | Wales           | Cameron Congreve | 24 januari 2004  | Swansea City AFC             |
| '  | Elfenbenskusten | Malick Yalcouyé  | 18 november 2005 | Brighton & Hove Albion (-25) |

| 9  | Slovenien | Žan Vipotnik    | 18 mars 2002  | Bordeaux (-24)        |
| 20 | Wales     | Liam Cullen     | 23 april 1999 | Swansea City AFC      |
| 24 | Skottland | Bobby Wales     | 23 juni 2005  | Kilmarnock (-25)      |
| 27 | Sverige   | Zeidane Inoussa | 13 maj 2002   | BK Häcken (-25)       |
| 35 | Brasilien | Ronald          | 14 juni 2001  | Grêmio Anápolis (-24) |

### Utlånade spelare
| Nr | Land      | Pos | Namn                                                    |
| -- | --------- | --- | ------------------------------------------------------- |
| 19 | Frankrike | A   | Florian Bianchini (i Portsmouth till 31 maj 2026)       |
| 36 | Wales     | MF  | Ben Lloyd (i Newport County till 1 januari 2026)        |
| 42 | Wales     | MV  | Evan Watts (i Galway United till 30 november 2025)      |
| —  | Wales     | MV  | Kit Margetson (i Connah's Quay Nomads till 31 maj 2026) |

| Nr | Land    | Pos | Namn                                                          |
| -- | ------- | --- | ------------------------------------------------------------- |
| 44 | Wales   | A   | Josh Thomas (i Drogheda United till 30 november 2025)         |
| —  | Irland  | MF  | Glory Nzingo (i Carolina Core till 31 december 2025)          |
| —  | England | MB  | Jack Fanning (i Briton Ferry Llansawel till 31 december 2025) |

## Meriter

### Liga
- Premier League eller motsvarande (nivå 1): Sexa 1981/82
- The Championship eller motsvarande (nivå 2): Trea och uppflyttade 1980/81; Playoff-vinnare 2010/11
- League One eller motsvarande (nivå 3): Mästare 1924/25 (South), 1948/49 (South), 2007/08; Trea och uppflyttade 1978/79
- League Two eller motsvarande (nivå 4): Mästare 1999/00; Trea och uppflyttade 1969/70, 1977/78, 2004/05; Playoff-vinnare 1987/88
- Welsh Football League: Mästare 1912/13, 1924/25, 1925/26, 1933/34, 1934/35, 1935/36, 1950/51, 1961/62, 1962/63, 1963/64, 1964/65, 1975/76

### Cup
- Ligacupen: Mästare 2012/13
- Football League Trophy: Mästare 1993/94, 2005/06
- Welsh Cup: Mästare 1912/13, 1931/32, 1949/50, 1960/61, 1965/66, 1980/81, 1981/82, 1982/83, 1988/89, 1990/91
- FAW Premier Cup: Mästare 2004/05, 2005/06